# آلساندرا کاناله
آلساندرا کاناله (ایتالیایی: Alessandra Canale؛ زادهٔ ۳۱ اکتبر ۱۹۶۳) بازیگر اهل ایتالیا است.
از فیلم‌هایی که وی در آن‌ها نقش داشته است، می‌توان به پیرینوی باحال، ماجراهای هرکول، آفرین به فک، جووانی، خوش‌تیپ و احتمالاً ثروتمند و پیرینوی باحال اشاره نمود.